# SAVA-Berliet GPS-12
Le SAVA-Berliet GPS-12 est un camion à cabine arrière présenté par le petit constructeur espagnol de camions SAVA en octobre 1966 et fabriqué jusqu'en 1968. Il était dérivé du Berliet GBH M3.

## Historique
Le modèle SAVA-Berliet GPS-12 résulte de l'accord conclu en avril 1964 entre le constructeur espagnol SAVA et l'entreprise française Berliet qui a permis à SAVA de réaliser son premier et le seul camion lourd de son histoire. Avec cet accord de coopération, SAVA bénéficiait de la licence pour fabriquer une variante du modèle Berliet GBH transformé en version 6x2. 
À cette époque, la production de l'usine SAVA de Valladolid dépassait de peu les 3 000 véhicules annuels entre camionnettes et midibus. 
En 1966, SAVA passe sous le contrôle de l'ENASA (Empresa Nacional de Autocamiones S.A.), qui commercialise ses camions sous la marque Pegaso, disposant de la gamme de véhicules de transport la plus complète d'Espagne avec des véhicules avec sous licences anglaises, françaises et italiennes. Deux ans plus tard, l'usine de Valladolid abandonne la fabrication de véhicules lourds pour se concentrer sur les véhicules légers et les fourgonnettes équipées de moteurs SAVA et SAVA-Pegaso. 
Les camions à cabine arrière n'ont jamais été plébiscités dans les pays latins, farouches défenseurs des cabines avancées depuis les années 1930. La production du SAVA-Berliet GPS-12 a été très limitée, moins de 100 exemplaires selon certaines sources.